# Synclidopus hogani
Synclidopus hogani är en fiskart som beskrevs av Johnson och Randall 2008. Synclidopus hogani ingår i släktet Synclidopus och familjen tungefiskar. Inga underarter finns listade i Catalogue of Life.